# 浦島太郎

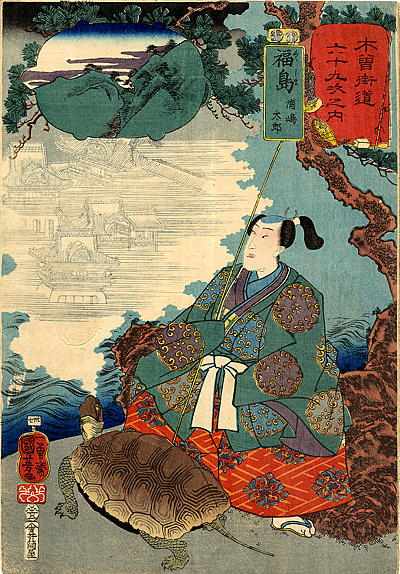
歌川国芳画浦島太郎

浦島太郎（日语：／ Urashima Tarou），日本民間故事中的人物，同時也是該故事的名稱。這個故事最先出現在《丹後國風土記》中，《日本书纪》與《万叶集》也載有類似故事。

## 內容概要
浦島太郎在海邊救了一隻被小孩子欺負的海龜，海龜原來是龍宮裏的神靈，為了報恩，就讓浦島太郎騎著，去參觀龍宮。太郎接受了龍王愛女乙姬的熱情款待。在龍宮待了幾天的浦島太郎想起家裡的母親，便跟乙姬表明想要回家的意思。乙姬雖然不捨，還是讓浦島太郎回家，臨走前還送了他一個玉手箱，並囑咐他千萬不能打開那個玉手箱。上岸後的浦島太郎，發現陸地上的人事已非，一問之下，才知道原來他在龍宮待了幾天，卻是陸地上的好幾百年。一時手足無措的浦島太郎，忘了乙姬的叮嚀，打開了那個玉手箱，結果一下子，原本面貌年輕的浦島太郎卻變成了百歲老翁。